# Séptima página
Séptima página es una película española que se rodó en 1950 pero no se estrenó hasta 1952. Fue dirigida por el húngaro Ladislao Vajda, con guion de Ángel Gamón y José Santugini y contaba con un amplio reparto coral en el que no hay un protagonista definido. Tiene algunas características del Neorrealismo y refleja algunos aspectos de la realidad española infrecuentes en el cine de la época tomando como punto de partida el trabajo periodístico.

## Argumento
A través de los ojos de un periodista se van mostrando una serie de historias entrelazadas en las que se muestra picaresca, adulterio, crimen pasional, amistad, delincuencia común, prostitución o amor en el Madrid de 1950.

## Reparto
(Por orden de aparición. Entre paréntesis los intérpretes que doblan la voz.)
| - Adriano Domínguez - Raúl Cancio - Carlota Bilbao - José María Rodero - Rafael Arcos - Paquito Cano - Luis Prendes - Alfredo Mayo (Ángel Picazo) - Anita Dayna (María Asquerino) - Rafael Durán | - Rafael Romero-Marchent - Maruja Asquerino - José Sepúlveda - Manolo Morán - Jesús Tordesillas - María Rosa Salgado - José Isbert - Julia Caba Alba - Joaquín Roa - Manuel Arbó - Teresita Arcos - Santiago Rivero | - José Prada - Eloísa Muro (María Cañete) - Carlos Díaz de Mendoza (Manuel Aguilera) - Manuel Aguilera - Pilar Sirvent - Antonio López Izquierdo - Emilio Ruiz de Córdoba (José Guardiola) - César Guzmán - José María Erenas - Francisco Arenzana |

## Valoración
El director húngaro Ladislao Vajda había llegado a España en 1942 huyendo de la persecución del nacionalsocialismo contra los judíos y había dirigido ya varias películas, algunas en coproducción con Portugal. Séptima página supuso su encuentro con el guionista José Santugini, que se prolongaría de manera fecunda a lo largo de varias películas. La calidad del filme hizo también que la crítica reparara en Vajda. El complejo argumento de Ángel Gamón y los agudos diálogos de Santugini les valieron dos medallas del Círculo de Escritores Cinematográficos.

## Premios
7.ª edición de las Medallas del Círculo de Escritores Cinematográficos
| Categoría                | Nominación                 | Resultado |
| ------------------------ | -------------------------- | --------- |
| Mejor argumento original | Ángel Gamón                | Ganador   |
| Mejor guion              | Ángel Gamón José Santugini | Ganadores |